# Semana Santa en Cieza
La Semana Santa de Cieza es el conjunto de ritos católicos que se realizan en la localidad de Cieza, Murcia, durante la Semana Santa.
La Semana Santa de Cieza cuenta con más de 600 años de antigüedad y es el acto más turístico de la localidad murciana. Fue declarada de Interés Turístico Regional en el año 1993 y desde el 17 de noviembre de 2011 está declarada de Interés Turístico Nacional, conseguida tras un movimiento ciudadano sin precedentes en la historia de Cieza que se inició en diciembre de 2009. El 23/03/2023 la Semana Santa de Cieza es declarada de interés turístico internacional. Las procesiones de Cieza destacan por su orden cronológico bíblicamente, en la que se pretende seguir la representación bíblica tal cual aparece.
Varias fuentes cifran de las personas participantes en las procesiones que organizan las 18 cofradías de Cieza en más de 5000 personas. La Semana Santa de Cieza cuenta, actualmente, con un total de 43 pasos del que la mayoría son tallas de renombrados artistas como José Capuz, Romero Zafra, Álvarez Duarte, Sánchez Araciel, José Planes, Palma Burgos, Antonio Bernal o González Moreno, sin dejar atrás al escultor ciezano Manuel Juan Carrillo. La Semana Santa de Cieza posee con una amplia gama en cuanto al repertorio musical propio, entre las que destacan las del compositor y maestro ciezano José Gómez Villa.

## Cofradías

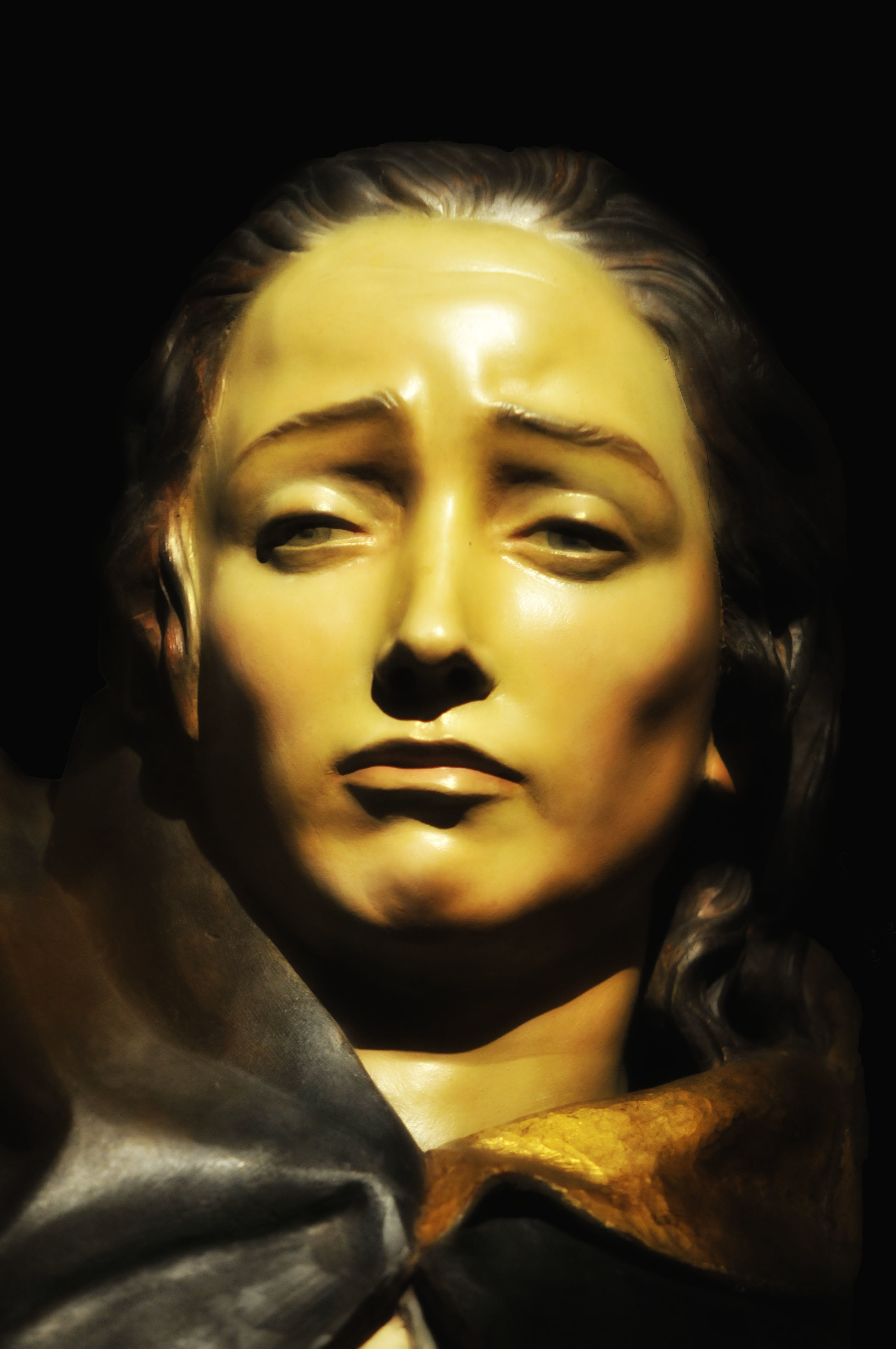
Imagen de la Piedad realizada por José Capuz Mamano para la Cofradía del Santísimo Cristo de la Agonía. Desfila Viernes Santo Noche en la Procesión del Santo Entierro. [https://w.wiki/EZaM Fotografía de Salvador Villa

La Semana Santa en Cieza se organiza en torno a dieciocho cofradías y hermandades, agrupadas en torno a la Junta de Hermandades Pasionarias de Cieza, cabildo fundado en 1914 lo que lo convierte en uno de los más antiguos de España. Las cofradías son:
- Real Cofradía de Jesús -Nazareno- (1692)
- Real, Ilustre y Muy Venerable Cofradía de María Santísima de la Soledad (1692)
- Cofradía del Tercio Romano del Santo Sepulcro (siglo XIX) "Los Armaos"
- Cofradía de San Juan Evangelista (1880)
- Cofradía de la Santa Verónica (1892)
- Cofradía del Santísimo Cristo de la Agonía (1931)
- Cofradía del Santísimo Cristo del Consuelo (1932) "El Santo Cristo"
- Hermandad del Santísimo Cristo Yacente y Santísima Virgen del Dolor (1939)
- Hermandad de Santa María Magdalena (1941)
- Cofradía de Jesús Resucitado (1943)
- Cofradía de La Oración del Huerto y El Santo Sepulcro (1943) "Los Dormis"
- Cofradía de la Santísima Virgen de los Dolores (1945) "La Dolorosa"
- Cofradía de San Pedro Apóstol (1948)
- Cofradía de La Samaritana (1954)
- Cofradía de Descendimiento de Cristo y Beso de Judas (1963)
- Real Cofradía de Nuestra Señora de Gracía y Esperanza (1975) "Hijos de María"
- Cofradía del Santísimo Cristo del Perdón y Santísima Virgen del Amor Hermoso (1976)
- Cofradía de Ánimas (1997)

## Actos de Cuaresma

### Miércoles de Ceniza
Todos los Miércoles de Ceniza las 18 cofradías y hermandades de la Semana Santa de Cieza, junto con la Junta de Hermandades Pasionarias de Cieza, participan en el rito de la Imposición de la ceniza.

### Primer Sábado de Cuaresma
El primer sábado de Cuaresma, la Junta de Hermandades Pasionarias de Cieza lleva a cabo el acto de Presentación de la Semana Santa de Cieza.

### Cuarto Sábado de Cuaresma
El cuarto sábado de Cuaresma la Real Cofradía de Nuestra Señora de Gracía y Esperanza realiza el Traslado-Procesional de Nuestra Señora de Gracia y Esperanza, en el que trasladan la imagen titular de la cofradía, Nuestra Señora de Gracia y Esperanza, en un pequeño trono y portada únicamente por mujeres, desde el Convento de las Claras hasta la Casa-Museo de la cofradía.

### Quinto Viernes de Cuaresma
El quinto viernes de Cuaresma, viernes anterior a Viernes de Dolores, la Cofradía de San Pedro Apóstol realiza el Traslado-Procesional de San Pedro, en el que trasladan la imagen titular de la cofradía, San Pedro, desde la Iglesia de Santa Clara hasta la Casa-Museo de la Semana Santa de Cieza. Este traslado cruza de punta a punta la ciudad de Cieza.

### Domingo de Pasión
El quinto domingo de Cuaresma o Domingo de Pasión se llevan a cabo en Cieza los actos dedicados al Pregón de la Semana Santa de Cieza. A primera hora de la mañana, en el Salón de Plenos del Ayuntamiento de Cieza tiene lugar el acto de la Convocatoria en el que el alcalde de Cieza da permiso a las cofradías de Cieza para realizar las procesiones de Semana Santa. Tras él se realiza el Traslado de los Estandartes que consiste en desfilar por las calles de la localidad portando únicamente los enseres de todas las cofradías de la localidad uniformados con sus túnicas o uniformes. Al filo del mediodía, en el Monumento al Nazareno se lleva a cabo el Homenaje a los procesionistas ciezanos difuntos, y finalmente a las 13:00 horas, y en Basílica de Nuestra Señora de la Asunción se lleva a cabo el Pregón de la Semana Santa de Cieza.

### Viernes de Dolores
En la tarde de Viernes de Dolores en Cieza tiene lugar la Procesión de los Niños de la Cruz, que organiza la Asociación Juvenil Niños de la Cruz. En esta procesión los más pequeños desfilan ataviados con los tradicionales trajes de manolas y manolos acompañado al paso de la Santísima Virgen de la Estrella, obra de Antonio Jesús Yuste Navarro en 2009, que desfila en un pequeño trono de palio.
Pero el Viernes de Dolores ciezano esta claramente vinculado al Traslado-Procesional de la Santísima Virgen de los Dolores. La Cofradía de la Santísima Virgen de los Dolores a las 22:00 horas saca a la calle a la imagen titular de la cofradía, la Santísima Virgen de los Dolores, para realizar el traslado de la imagen desde el Convento de San Joaquín y San Pascual hasta la Basílica de Nuestra Señora de la Asunción.
El último viernes de Cuaresma en Cieza termina a las 24:00 horas con el Traslado del Santísimo Cristo de la Misericordia, la Cofradía de La Samaritana traslada la imagen del Santísimo Cristo de la Misericordia, imagen perteneciente al grupo escultórico de La Lanzada, sin trono desde la Basílica de Nuestra Señora de la Asunción hasta la Casa-Museo de la Semana Santa de Cieza donde concluye el traslado con un rezo y la colocación de la imagen en su trono.

### Sábado de Pasión
El sábado víspera de Ramos o Sábado de Pasión es vinculado en Cieza con la imagen del Santísimo Cristo del Perdón, pues su cofradía, la Cofradía del Santísimo Cristo del Perdón y Santísima Virgen del Amor Hermoso, realiza a las 22:00 horas el Traslado-Procesional del Santísimo Cristo del Perdón que transcurre desde el Convento de San Joaquín y San Pascual hasta la Basílica de Nuestra Señora de la Asunción.

## Procesiones

### Domingo de Ramos

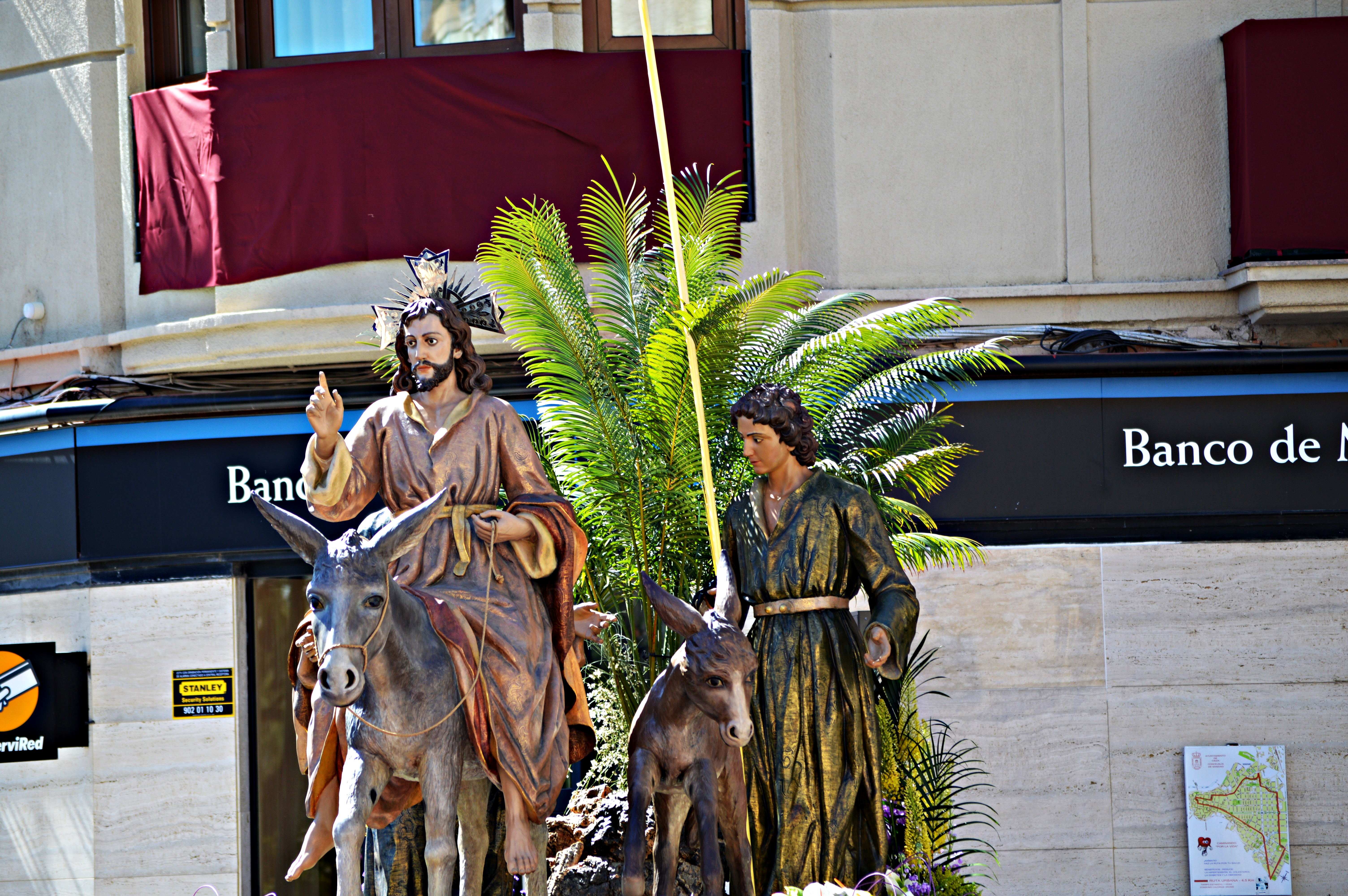
"Entrada de Jesús en Jerusalén"

La existencia de una Procesión en la mañana del Domingo de Ramos se conoce desde 1693. Hablamos de la Procesión de la Palma, que desde el año 1950 cuenta con el paso La Entrada de Jesús en Jerusalén, de la Cofradía de La Oración del Huerto y El Santo Sepulcro, Los Dormis, en la que actualmente participan, además de la Cofradía titular, cofrades de las dieciocho Cofradías ciezanas ataviados con sus respectivas indumentarias, clero, autoridades y pueblo en general, portando todos palmas y ramas de olivo en lo que es una auténtica manifestación multitudinaria, alegre y festiva de fe.
Por la tarde tiene lugar el Traslado que quizás más gente atrae en Cieza. Se trata del Traslado del Santísimo Cristo del Consuelo, desde su ermita hasta la Basílica de la Asunción, el cual tiene muchísima devoción en Cieza.

### Lunes Santo
El Lunes Santo ciezano había estado vacío hasta el año 2001 en el que la Hermandad de Santa María Magdalena incorporó el Vía Crucis-Procesional del Santísimo Cristo de la Sangre en el que desfila la imagen realizada por el escultor sevillano Luis Álvarez Duarte, el Santísimo Cristo de la Sangre. La procesión que parte de la Basílica de Nuestra Señora de la Asunción a las 21:30 horas, y trascurre por el tradicional recorrido de las procesiones de la noche en Cieza, que enmarca las estrechas calles del casco antiguo de la localidad.

### Martes Santo

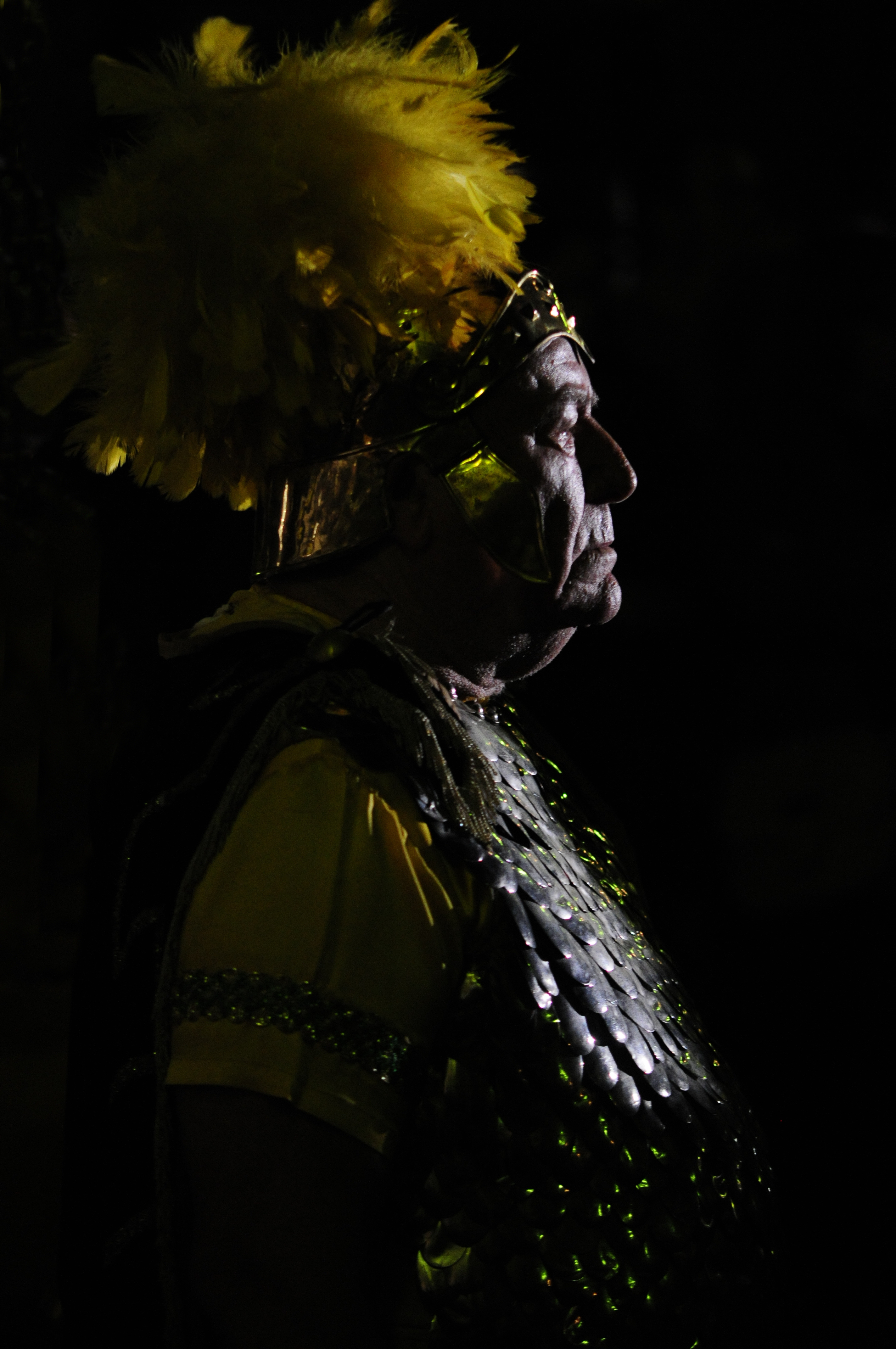
"El Fecha". Fotografía [https://w.wiki/EZaM Salvador Villa

Con el Auto del Prendimiento en la noche de Martes Santo comienzan las procesiones cronológicas que se realizan en la Semana Santa de Cieza. En este acto, representado a los pies de la fachada de la Basílica de Nuestra Señora de la Asunción, cuatro narradores describen el pasaje bíblico que trascurren desde la La Última Cena hasta El Prendimiento de Jesús mientras los pasos van desfilando frente a ellos. Tras la representación del Auto, las cofradía se van incorporando a la Procesión del Prendimiento que trascurre por las estrechas calles del casco antiguo de Cieza, recorrido tradicional de las procesiones nocturnas. Esta tradicional representación del Prendimiento en Cieza hunde sus raíces en el siglo XVIII y siempre ha estado asociada a la Real Cofradía de Jesús -Nazareno- y a la Cofradía del Tercio Romano del Santo Sepulcro, hoy popularmente conocidos como "Los Armaos".
En esta procesión toman parte cuatro pasos, y cinco cofradías: Santa Cena (Real Cofradía de Nuestra Señora de Gracía y Esperanza), La Oración de Huerto (Cofradía de La Oración del Huerto y El Santo Sepulcro), El Prendimiento (Cofradía de Descendimiento de Cristo y Beso de Judas), Nuestro Padre Jesús Nazareno (Real Cofradía de Jesús -Nazareno-) y la Cofradía del Tercio Romano del Santo Sepulcro.

### Miércoles Santo

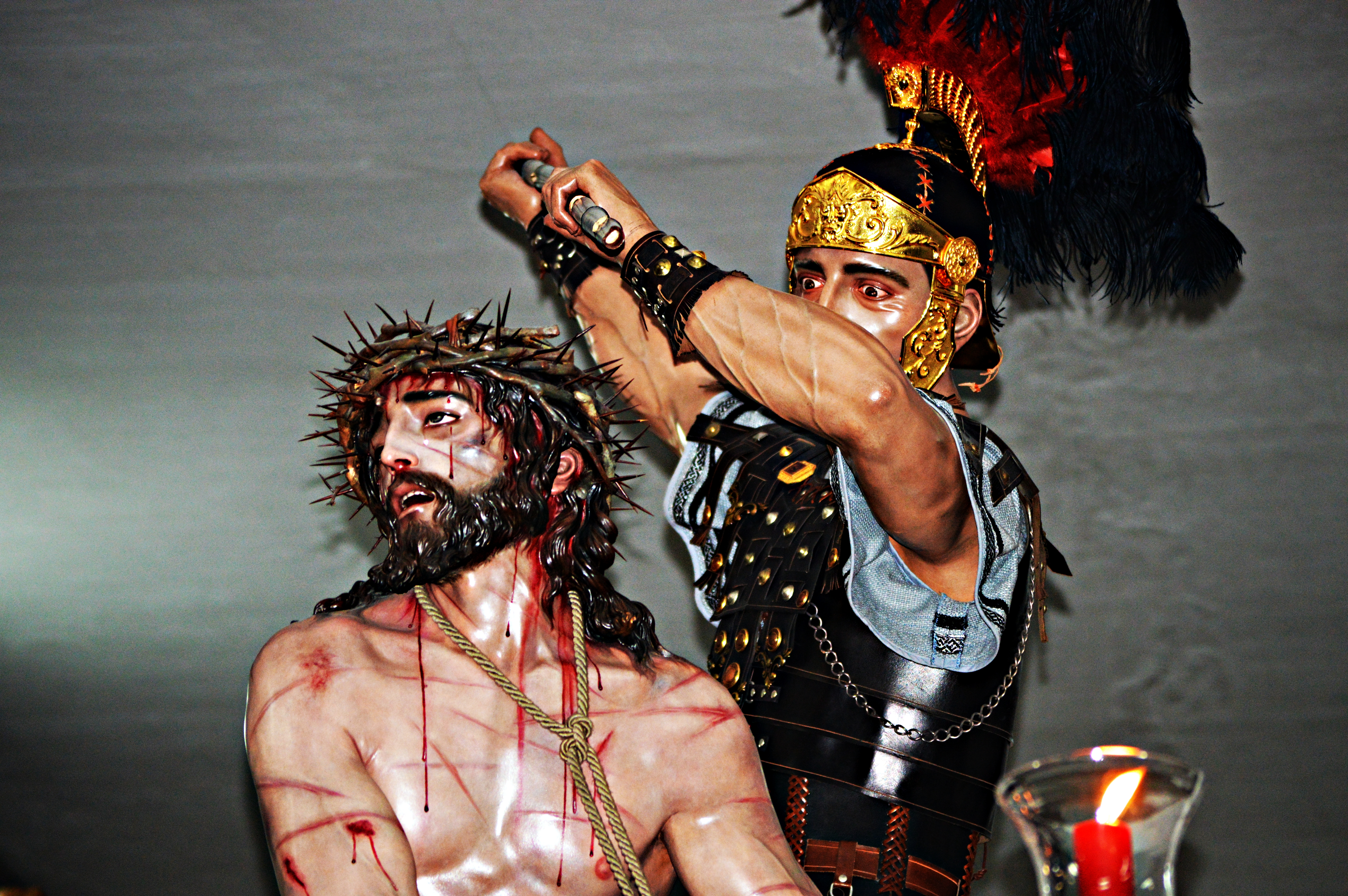
"La Coronación de Espinas"

El Miércoles Santo ciezano, es sin lugar a dudas un día singular en su Semana Santa. Por la tarde se lleva a cabo un popular pasacalles, el Pasacalles de los Tercios Infantiles, en el que los tercios infantiles de la gran mayoría de cofradías de la localidad toman parte desfilando con tronos infantiles que portan los cofrades más jóvenes.
También por la tarde se realiza la tradicional Traída de los Santos, que hunde las raíces en el siglo XIX, y que en la actualidad engloba los traslados de los pasos de San Juan, de la Cofradía de San Juan Evangelista, y Santa María Magdalena, de la Hermandad de Santa María Magdalena.
Ya por la noche tiene lugar la Procesión General, procesión que data del siglo XIX, y en la que desfilan un total de 12 pasos, y 13 cofradías o hermandades. La procesión desde el año 2016 vuelve a salir unos poco metros de las estrechas calles del casco antiguo para mejorar así la accesibilidad de los turistas parar poder disfrutar de los desfiles procesionales. Los pasos que desfilan son: La Samaritana (Cofradía de La Samaritana), La Unción de Jesús en Betania (Cofradía de La Oración del Huerto y El Santo Sepulcro), El Beso de Judas (Cofradía de Descendimiento de Cristo y Beso de Judas), Cofradía del Tercio Romano del Santo Sepulcro, San Pedro (Cofradía de San Pedro Apóstol), La Flagelación (Cofradía del Santísimo Cristo de la Agonía), La Coronación de Espinas (Real Cofradía de Jesús -Nazareno-), Ecce-Homo (Cofradía de San Juan Evangelista), Santa Verónica (Cofradía de la Santa Verónica), Santísimo Cristo del Perdón (Cofradía del Santísimo Cristo del Perdón y Santísima Virgen del Amor Hermoso), Santa María Magdalena (Hermandad de Santa María Magdalena), Santísimo Cristo del Consuelo (Cofradía del Santísimo Cristo del Consuelo), y Santísima Virgen de los Dolores (Cofradía de la Santísima Virgen de los Dolores).

### Jueves Santo
La Procesión de los Hijos de María, que se realiza en Cieza desde 1976, y es organizada por la Real Cofradía de Nuestra Señora de Gracia y Esperanza. La procesión da comienzo las 20:30 horas desde la Casa-Museo de la cofradía, y en la cual desfila imagen titular de la cofradía, Nuestra Señora de Gracia y Esperanza, que en su trono de palio, y siendo acompañada por centenares de Manolas ataviadas con la tradicional mantilla española, dan vida a la procesión más andaluza de la localidad.
La Procesión del Silencio, sale a la calle todos los jueves Santos al filo de la media noche. Organizada por la Cofradía del Santísimo Cristo de la Agonía, hunde sus raíces en 1931, siendo de esta manera la procesión de silencio más antigua de la Región de Murcia. La procesión congrega a miles de personas que un silencio sepulcral esperan las salida del Santísimo Cristo de la Agonía de la Basílica de Nuestra Señora de la Asunción. Con el casco antiguo de la localidad a oscuras, la procesión se convierte en dos filas de cirios iluminando levemente el camino del crucificado iluminado por los cuatro faroles de su trono.

### Viernes Santo
La Procesión del Silencio, sale a la calle en la madrugada de Viernes Santo al filo de la media noche. Organizada por la Cofradía del Santísimo Cristo de la Agonía, hunde sus raíces en 1931, siendo de esta manera la procesión de silencio más antigua de la Región de Murcia. La procesión congrega a miles de personas que un silencio sepulcral esperan las salida del Santísimo Cristo de la Agonía de la Basílica de Nuestra Señora de la Asunción. Con el casco antiguo de la localidad a oscuras, la procesión se convierte en dos filas de cirios iluminando levemente el camino del crucificado iluminado por los cuatro faroles de su trono.

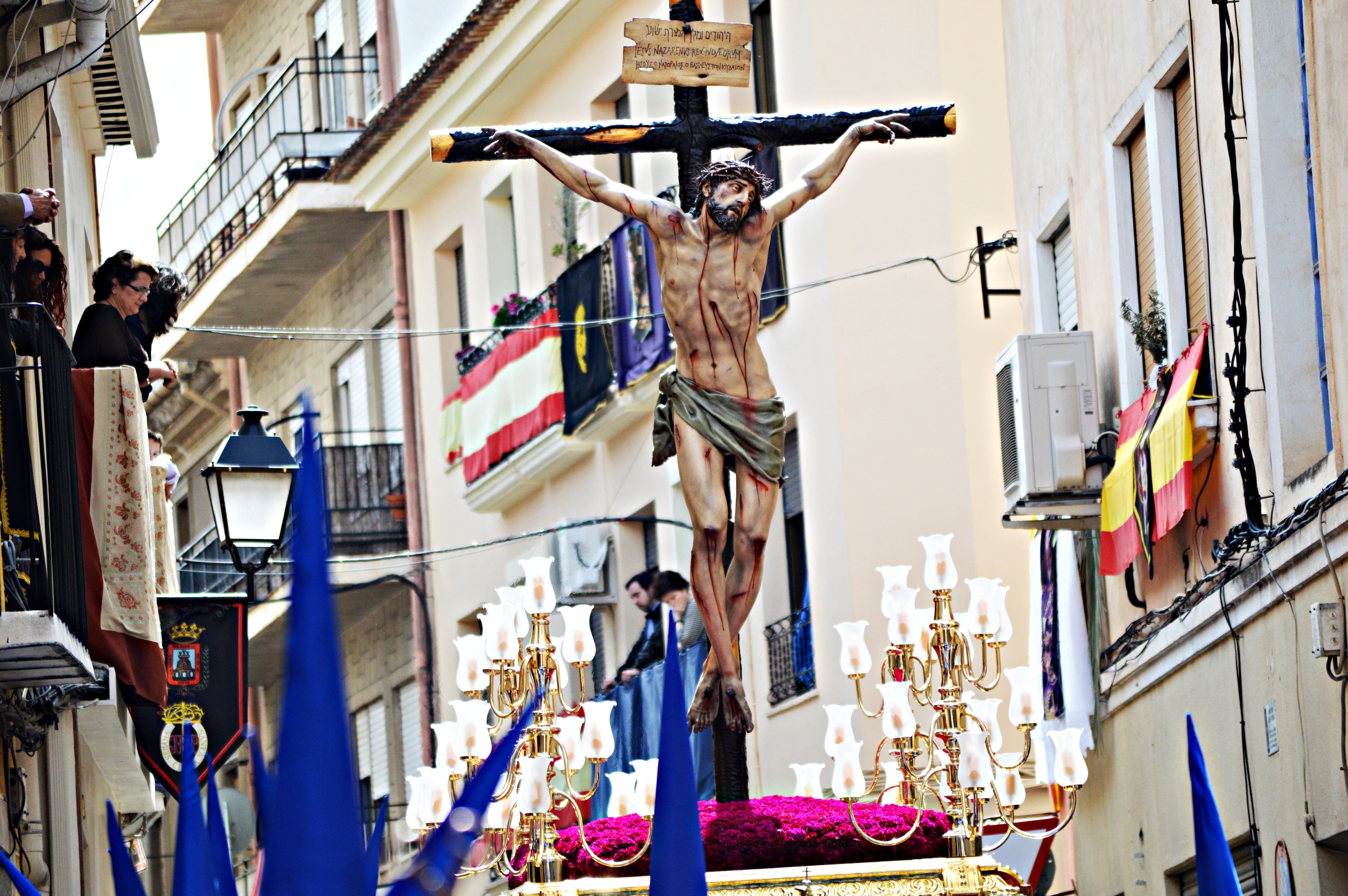
"Santísimo Cristo de la Expiración"

El Viernes Santo es por antonomasia el día grande la Semana Santa de Cieza. Los desfiles procesionales continúan a las 9:30 horas con la Procesión del Penitente o del Calvario. Esta procesión en la que toman parte 12 cofradías relata los momentos de la Pasión de Cristo comprendidos entre la Sentencia de Jesús y su muerte tras la Crucifixión. Los pasos que desfilan en esta procesión son: La Sentencia de Jesús (Cofradía de San Juan Evangelista), Nuestro Padre Jesús Nazareno (Real Cofradía de Jesús -Nazareno-), Cofradía del Tercio Romano del Santo Sepulcro, El Encuentro de Jesús y María en la Calle de la Amargura (Cofradía del Santísimo Cristo del Perdón y Santísima Virgen del Amor Hermoso), La Caída (Cofradía de La Oración del Huerto y El Santo Sepulcro), Santa Verónica (Cofradía de la Santa Verónica), Jesús en el Calvario (Cofradía del Santísimo Cristo de la Agonía), Santísimo Cristo de la Expiración (Cofradía de San Pedro Apóstol), La Lanzada (Cofradía de La Samaritana), Santa María Magdalena (Hermandad de Santa María Magdalena), Santísimo Cristo del Consuelo (Cofradía del Santísimo Cristo del Consuelo),y la Santísima Virgen de los Dolores (Cofradía de la Santísima Virgen de los Dolores).

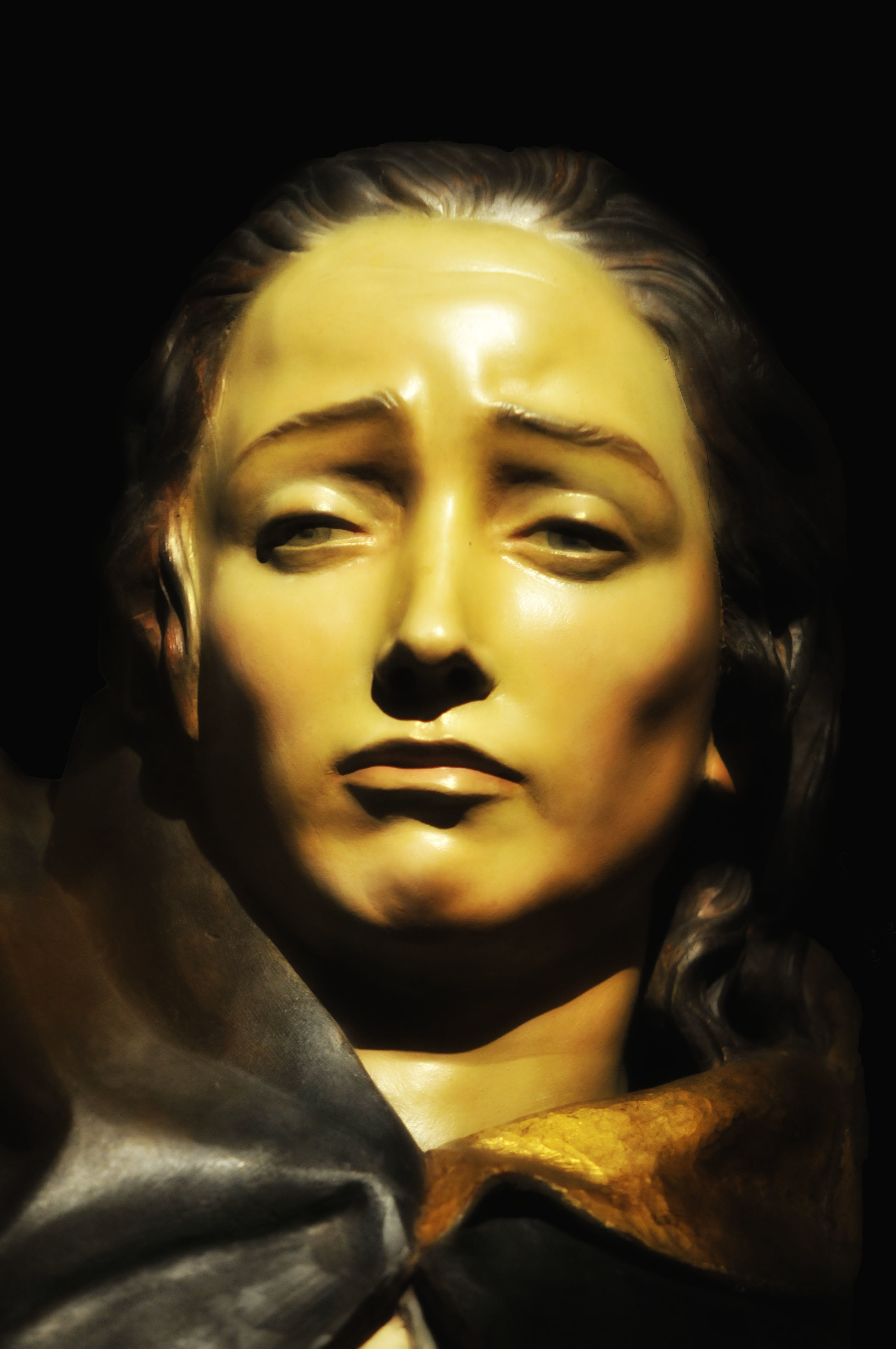
La Piedad. Fotografía [https://w.wiki/EZaM Salvador Villa

En la tarde de Viernes Santo, sobre las 18:30 horas, se realiza el tradicional Traslado de "La Cama de Cristo", en el que la Cofradía de La Oración del Huerto y El Santo Sepulcro, los populares "Dormis", traslada uno de sus pasos titulares, El Santo Sepulcro, desde una cochera en el Barrio de San Juan Bosco hasta la Casa-Museo de su cofradía.
Ya por la noche se lleva a cabo la Procesión del Santo Entierro, que desde el año 2016 tiene su hora de inicio a las 20:30 horas. Es sin lugar a dudas la procesión más solemne de las que se realizan en Cieza, en ella tomán parte un total de 13 cofradías y desfilan con el siguiente orden: Santísimo Cristo del Perdón (Cofradía del Santísimo Cristo del Perdón y Santísima Virgen del Amor Hermoso), Descendimiento de Cristo (Cofradía de Descendimiento de Cristo y Beso de Judas), Santísima Virgen de la Piedad (Cofradía del Santísimo Cristo de la Agonía), Santísimo Cristo Yacente y Santísima Virgen del Dolor (Hermandad del Santísimo Cristo Yacente y Santísima Virgen del Dolor), Nuestra Señora de la Amargura (Cofradía de la Santa Verónica), Las Santas Mujeres camino del Sepulcro (Cofradía de San Pedro Apóstol), Santa María Salomé (Real Cofradía de Jesús -Nazareno-), Santa Cruz (Cofradía del Santísimo Cristo del Consuelo), Santo Entierro (Cofradía de La Samaritana), El Santo Sepulcro (Cofradía de La Oración del Huerto y El Santo Sepulcro), Cofradía del Tercio Romano del Santo Sepulcro, San Juan (Cofradía de San Juan Evangelista), y María Santísima de la Soledad (Real, Ilustre y Muy Venerable Cofradía de María Santísima de la Soledad).

### Sábado Santo
Entre los actos más peculiares destaca la Procesión del Descenso de Cristo a los infiernos, esta procesión sale a la calle por primera vez en el año 2001, en la que la Cofradía de Animas saca a la calle la imagen de Jesús abriendo la puestas de los infiernos del escultor José Hernández Navarro.
Así mismo en la tarde de ese mismo sábado, sale a la calle el Pasacalles de los Tercios Infantiles en el que participan la gran mayoría de cofradías de la localidad con su tercios portando tronos infantiles, es una tarde llena de alegría para los más pequeños que intentan emulan a los mayores.

### Domingo de Resurrección
El Domingo de Resurrección ciezano es un día único, Cristo ha resucitado y la felicidad está presente. Los actos comienzan a las 10:30 horas con el Pasacalles de las Bandas de Música desde la Esquina del Convento hasta la Plaza Mayor. A las 10:45 horas se llevan a cabo los Traslado de Santa María Magdalena y de la Santísima Virgen del Amor Hermoso para incorporarse a la Procesión del Resucitado (datada en el siglo XVIII) que da comienzo a las 11:00 horas. En esta procesión toman parte los siguientes pasos: Ángel Triunfante (Cofradía de La Oración del Huerto y El Santo Sepulcro), Jesús Resucitado (Cofradía de Jesús Resucitado), Santa María Salomé (Real Cofradía de Jesús -Nazareno-), Santa María Magdalena (Hermandad de Santa María Magdalena), Santa María de Cleofás (Cofradía de San Pedro Apóstol), La Aparición de Jesús a María Magdalena (Cofradía de Descendimiento de Cristo y Beso de Judas), Los Discípulos de Emaús (Cofradía de La Samaritana), La Ascensión (Cofradía de la Santa Verónica), San Juan (Cofradía de San Juan Evangelista), y la Santísima Virgen del Amor Hermoso (Cofradía del Santísimo Cristo del Perdón y Santísima Virgen del Amor Hermoso).
A las 11:30 horas todos los pasos se reúnen en la Esquina del Convento para proceder al acto de La Cortesía, en el que mediante tres reverencias celebran la resurrección de Jesús, a su finalización la procesión continua su curso para finalizar la semana grande de la ciudad de Cieza.

## Pasos
La Semana Santa de Cieza se compone por 45 pasos, que se reparten entre las 18 cofradías y hermandades que conforman la Junta de Hermandades Pasionarias:
- Ángel Triunfante. Cof. de la Oración del Huerto y El Santo Sepulcro. (Im: José Sánchez Lozano, 1970; Tr: Manuel Juan Carrillo Marco, 1970).
- Descendimiento de Cristo. Cof. del Descendimiento de Cristo y Beso de Judas. (Im: Antonio García Mengual, 1993; Tr: Manuel Jaén Avellaneda, 1968).
- Ecce-Homo. Cof. San Juan Evangelista. (Im: Juan González Moreno, 1972; Tr: Domingo García Chahuán, 2004).
- El Beso de Judas. Cof. del Descendimiento de Cristo y Beso de Judas. (Im: Manuel Juan Carrillo Marco, 1964; Tr: Domingo García Chahuán, 2002).
- El Prendimiento. Cof. del Descendimiento de Cristo y Beso de Judas. (Im: José Lozano Roca, 1968; Tr: Domingo García Chahuán, 2002).
- El Santo Sepulcro. Cof. de la Oración del Huerto y El Santo Sepulcro. (Im y Tr: Manuel Juan Carrillo Marco, 1951 y 1963).
- Encuentro de Jesús y María en la calle de la Amargura. Cof. del Stmo. Cristo del Perdón. (Im: José Hernández Navarro, 1999; Tr: Bonifacio Pérez Ballesteros, 1999).
- Entrada de Jesús en Jerusalén. Cof. de la Oración del Huerto y El Santo Sepulcro. (Im y Tr: Manuel Juan Carrillo Marco, 1950 y 1988).
- Jesús abriendo las puertas de los infiernos. Cof. de Ánimas. (Im: José Hernández Navarro, 2001; Tr: Antonio Soriano Talavera, 2001).
- Jesús en el Calvario. Cof. del Stmo. Cristo de la Agonía. (Im: José Hernández Navarro, 2000; Tr: Bonifacio Pérez Ballesteros, 2000).
- Jesús Resucitado. Cof. de Jesús Resucitado. (Im y Tr: Manuel Juan Carrillo Marco, 1943 y 1944).
- José de Arimatea. Cof. de la Samaritana. (Im y Tr: Francisco Ortega, 1994 y 1995).
- La Aparición de Jesús a María Magdalena. Cof. del Descendimiento de Cristo y Beso de Judas. (Im: Juan González Moreno, 1972; Tr: Francisco Dato y José Blaya, 1972).
- La Ascensión. Cof. de la Santa Verónica. (Tr: Miguel Bejarano Moreno, 2004; Tr: Bonifacio Pérez Ballesteros, 2005-2008).
- La Caída. Cof. de la Oración del Huerto y El Santo Sepulcro. (Im: José Sánchez Lozano, 1973 y 1974; Tr: Manuel Jaén, 1967).
- La Coronación de Espinas. Real Cof. de Jesús -Nazareno-. (Im: Francisco Romero Zafra, 2009; Tr: Hnos. Higuera González, 2009-2014).
- La Flagelación. Cof. del Stmo. Cristo de la Agonía. (Im: Juan González Moreno, 1947. Tr: Gómez Cervantes, 1896).
- La Lanzada. Cof. de la Samaritana. (Im: José Hernández Navarro, 2006; Tr: Bonifacio Pérez Ballesteros, 2006).
- La Oración del Huerto. Cof. de la Oración del Huerto y El Santo Sepulcro. (Im: José Sánchez Lozano, 1967; Tr: Hermanos Lorente, 1972).
- La Samaritana. Cof. de la Samaritana. (Im: José Luis Planes, 1970: Tr: Juan Solano García, 1980).
- La Sentencia de Jesús. Cof. de San Juan Evangelista. (Im: Mariano Spiteri Sánchez, 1993; Tr: Hermanos Lorente, 1993)
- La Unicón de Jesús en Betania. Cof. de la Oración del Huerto y El Santo Sepulcro. (Im: Carmen Carrillo Ortega, 1988-1997; Tr: Diego Penalva López, 1997).
- Las Santas Mujeres camino del sepulcro. Cof. de San Pedro. (Im: Antonio Bernal Redondo, 2010; Tr: José Carlos Rubio Valverde, 2010).
- Los Discípulos de Emaús. Cof. de la Samaritana. (Im: Antonio García Mengual, 1990: Tr: Manuel Juan Carrillo Marco, 1942).
- María Santísima de la Soledad. Real Cof. de María Stma. de la Soledad. (Im: Juan González Moreno, 1942; Tr: Andrés Pujante, siglo XIX).
- Nuestra Señora de Gracía y Esperanza. Real. Cof. de Ntra. Sra. de García y Esperanza. (Im: Manuel Carrillo García, ca. 1920; Tr: Orfebrería Sevillana, 2000).
- Nuestro Padre Jesús Nazareno. Real Cof. de Jesús -Nazareno-. (Im: Ignacio Pinazo Martínez, 1942; Tr: Pedro García Migal, 1899).
- San Juan. Cof. de San Juan Evangelista. (Im: Francisco Sánchez Araciel, 1880; Tr: José Izquierdo, 1880).
- San Pedro. Cof. de San Pedro. (Im: Francisco Palma Burgos, 1948; Tr: José Carlos Rubio Valverde, 2006).
- Santa Cena. Real. Cof. de Ntra. Sra. de Gracia y Esperanza. (Im: Antonio García Mengual, 1981; Tr: Hnos. Noguera Pastor, 1995).
- Santa Cruz. Cof. del Stmo. Cristo del Consuelo. (Im: Anónimo; Tr: Pedro Herrera y Juan Moreno, 1874-1875).
- Santa María de Cleofás. Cof. de San Pedro. (Im: Mariano Spiteri Sánchez, 1991; Tr: Juan Manuel Cervantes, 1898).
- Santa María Magdalena. Hdad. de Santa María Magdalena. (Im: Joaquín E. Bagglietto, 1881; Tr: Juan Solano García, 1953).
- Santa María Salomé. Real Cof. de Jesús -Nazareno-. (Im: Octavio Vicent Cortina, 1953; Tr: Manuel Juan Carrillo Marco, 1956).
- Santa Verónica. Cof. de la Santa Verónica. (Im: Francisco Sánchez Araciel, 1894; Tr: José Izquierdo, 1894).
- Nuestra Señora de la Amargura. Cof. de la Santa Verónica. (Im: Francisco Romero Zafra, 2009; Tr: Hnos. Higuera González, 2009-¿?).
- Santísima Virgen de la Piedad. Cof. del Stmo. Cristo de la Agonía. (Im y Tr: José Capuz Mamano, 1943).
- Santísima Virgen de los Dolores. Cof. de la Santísima Virgen de los Dolores. (Im: Juan González Moreno, 1945; Tr: Vicente Segura Valls, 1953).
- Santísima Virgen del Amor Hermoso. Cof. del Stmo. Cristo del Perdón. (Im: Juan González Moreno, 1940; Tr: Maestro Cañamon, siglo XIX).
- Santísimo Cristo de la Agonía. Cof. del Stmo. Cristo de la Agonía. (Im: Juan González Moreno, 1941; Tr: Francisco Penalva López, 1971).
- Santísimo Cristo de la Expiración. Cof. de San Pedro. (Im: Antonio Jesús Yuste Navarro, 2013; Tr: Juan Manuel Cervantes, 1898).
- Santísimo Cristo de la Sangre. Hdad. de Santa María Magdalena.(Im: Luis Álvarez Duarte, 2001-02; Tr: Antonio Ibáñez Valles, 2001).
- Santísimo Cristo del Consuelo. Cof. del Stmo. Cristo del Consuelo. (Im: Cristóbal de Salázar, 1612; Tr: Pedro Herrera y Juan Moreno, 1874-1875).
- Santísimo Cristo del Perdón. Cof. del Stmo. Cristo del Perdón. (Im: Vicente Benedito, 1942; Tr: Bonifacio Pérez Ballesteros, 1997).
- Santísimo Cristo Yacente y Nuestra Señora del Mayor Dolor. Hdad. Stmo. Cristo Yacente y Stma. Virgen del Dolor. (Im: José Planes Peñalver (Cristo) 1920, y Luis Álvarez Duarte (Virgen) 2004; Tr: Antonio Ibáñez Valles, 2006-07).
- Santo Entierro. Cof. de la Samaritana. (Im: Antonio Jesús Yuste Navarro, 2024; Tr: Javier Bernal, 2024).

## Música
Cieza tiene un patrimonio musical muy extenso, donde se pueden destacar las obras de los artistas locales Antonio León Piñera y José Gómez Villa, entre otros. En esta Semana Santa ciezana el patrimonio musical se puede dividir en dos en el asentado estilo de Banda Música, y el creciente estilo de Agrupación Musical.

### Banda de Música
En este estilo la Semana Santa de Cieza tiene un patrimonio bastante extenso con más de sesenta composiciones musicales entre marchas de procesión y pasodobles.
En cuanto a las marchas de procesión se refiere, parte del estilo de las marchas fúnebres de principio del siglo XX, entre mezcladas con estilo más actuales con cierta influencia andaluza. Entre las composiciones más destacadas se encuentran: El Cristo del Perdón (José Gómez Villa, 1948), Semana Santa ciezana (José Gómez Villa, 1994), In nomine Domini (Antonio Salmerón Morote, 2004), Virgen de la Piedad (José Antonio Molero Luque, 2009) y La Caída (José Vélez García, 2010). Además se pueden encontrar otras muchas obras de compositores como: Antonio León Piñera, Francisco García Alcázar y José Vicente Vivo. A continuación se relata el listado de obras de la Semana Santa de Cieza por cofradías:
- Junta de Hermandades Pasionarias
  - Semana Santa ciezana (José Gómez Villa, 1994)
  - El Anda (José Gómez Villa, 1996)
  - Lux Fidei (David Beltrán Martínez, 2011)
  - Pasión en Cieza (Francisco García Alcázar, 2014)
  - Penitente ciezano (Joaquín Yelo Fernández, 2017)
- Real Cofradía de Jesús -Nazareno-
  - Nazareno de Cieza (Francisco García Alcázar, 1999)
  - Espinas de Pasión (Antonio Jesús Hernández Alba, 2019)
- Real, Ilustre y Muy Venerable Cofradía de María Stma. de la Soledad
  - Plegraría de la Soledad (Antonio León Piñera, f.siglo XIX)
  - La Soledad (Francisco García Alcázar, 1997)
- Cofradía del Tercio Romano del Santo Sepulcro
  - Entrada del Prendimiento (Antonio Salmerón Morote, 2012)
- Cofradía de San Juan Evangelista
  - San Juan, Marcha n.º 1 (Antonio León Piñera, f.siglo XIX)
  - San Juan, Marcha n.º 2 (Antonio León Piñera, f.siglo XIX)
  - Santísimo Ecce Homo (José Gómez Villa, 1997)
  - San Juan, el descípulo amado (Francisco García Alcázar, 2015)
- Cofradía de la Santa Verónica
  - Santa Verónica de Cieza (Francisco García Alcázar, 1998)
  - Nuestra Señora de la Amargura (José Vicente Vivo, 2013)
  - Santa Mujer Verónica (Alonso Moreno García, 2016)
  - El Rostro de Jesucristo (Alonso Moreno García, 2017)
- Cofradía del Santísimo Cristo de la Agonía
  - El Cristo de la Agonía, Marcha n.º 1 (José Gómez Villa, 1998)
  - Virgen de la Piedad (José Antonio Molero Luque, 2009)
  - Los Azotes (Alonso Moreno García, 2015)
  - Flagellatum (Manuel Buitrago Montiel, 2018)
  - Lágrimas de Piedad (Joaquín Yelo Fernández, 2018)
- Cofradía del Santísimo Cristo del Consuelo
  - Al Santo Cristo del Consuelo (Antonio León Piñera, f.siglo XIX)
  - El Cristo del Consuelo (José Gómez Villa, 1948)
  - El Santo Cristo (José Gómez Villa, 1997)
  - Himno del Año Jubilar (Francisco García Alcázar, 2013)
- Hermandad del Stmo. Cristo Yacente y Stma. Virgen del Dolor
  - Cristo Yacente (Juan José López Sandoval, 2009)
- Hermandad de Santa María Magdalena
  - Santa María Magdalena (José Gómez Villa, 1990)
- Cofradía de la Oración del Huerto y el Santo Sepulcro
  - La Oración del Huerto (José Gómez Villa, 1948)
  - La Unción en Betania (José Gómez Villa, 1994)
  - La Cama de Cristo (Antonio Salmerón Morote, 1997)
  - In nomine Domini (Antonio Salmerón Morote, 2004)
  - La Caída (José Vélez García, 2010)
  - Abba (Diego Molina Piñera, 2013)
  - El Rey Duerme (Javier Cano Rodríguez, 2018)
- Cofradía de la Santísima Virgende los Dolores
  - Plegarias a la Dolorosa (Antonio León Piñera, f.siglo XIX)
  - La Dolorosa de Cieza (Francisco García Alcázar, 2011)
- Cofradía de San Pedro Apóstol
  - San Pedro (José Gómez Villa, 1997)
  - María Santísima de la Caridad (Francisco J. Ríoz López, 2010)
  - Santas Mujeres camino del Sepulcro (Juan Antonio Penalva Marín, 2012)
  - Cristo de la Expiración (Juan Antonio Penalva Marín, 2013)
- Cofradía de La Samaritana
  - La Samaritana (José Gómez Villa, 1998)
- Cofradía del Descendimiento de Cristo y Beso de Judas
  - El Beso de Judas (José Gómez Villa, 1994)
  - El Descendimiento de Cristo (José Gómez Villa, 1997)
  - El Prendimiento (Francisco García Alcázar, 2000)
- Real Cofradía de Ntra. Sra. de Gracía y Esperanza
  - Virgen de Gracía y Esperanza (José Gómez Villa, 1996)
  - La Santa Cena (José Gómez Villa, 1999)
  - Manto de Esperanza (Juan Antonio Penalva Marín, 2012)
- Cofradía del Stmo. Cristo del Perdón y la Stma. Virgen del Amor Hermoso
  - El Cristo del Perdón (José Gómez Villa, 1948)
  - Encuentro de Jesús y María en la calle de la Amargura (José Gómez Villa, 1999)
  - Tras una mirada tuya (Teodoro Aparicio Barberán, 2012)
  - Hermanos del Perdón (Juan Antonio Penalva Marín, 2013)
- Cofradía de Ánimas
  - Cristo de Ánimas (Javier Cano Rodríguez, 2010)

### Agrupación Musical
Este estilo, arraigado en Cieza desde los primeros años del siglo XXI, nace de la restructuración de las antiguas bandas de cornetas y tambores. Ha tenido un auge bastante significativo en los últimos años. Desde el año 2015, y de manos del trompetista Antonio Piñera Moreno, han llegado a la Semana Santa ciezana las primeras composiciones propias de este estilo, con marchas como "San Pedro Penitente", dedicada titular de la Cofradía de San Pedro Apóstol, y "La Coronación de Espinas", dedicada al paso del mismo nombre de la Real Cofradía de Jesús -Nazareno-. A continuación se relata el listado de obras de la Semana Santa de Cieza por cofradías:
- Junta de Hermandades Pasionarias
  - Cuaresma en Cieza (Antonio Camacho García, 2022)
- Real Cofradía de Jesús -Nazareno-
  - La Coronación de Espinas (Antonio Piñera Moreno, 2015)
  - Vidas Nuevas (Antonio Piñera Moreno, 2016)
  - María Salomé, Luz en el Luto (Antonio Jesús Hernández Alba, 2018)
  - Señor de Martes Santo (Antonio Piñera Moreno, 2019)
  - Camino del Calvario (Antonio Piñera Moreno, 2019)
- Cofradía de San Pedro Apóstol
  - San Pedro Penitente (Antonio Piñera Moreno, 2015)
  - La Negación de San Pedro (Antonio Camacho García, 2023)

### Pasodobles
La Semana Santa de Cieza posé un estilo de pasodobles propio, inicialmente creado a finales del siglo XIX por el compositor local Antonio León Piñera, con pasodobles como La Verónica, San Juan o el Himno al Santo Cristo, e impulsado con una mayor fuerza en las últimas décadas del siglo XX por el también ciezano José Gómez Villa, con obras como María Salomé (1960), El Ángel Triunfante (1972) y La Cortesía (1994). A continuación se relata el listado de obras de la Semana Santa de Cieza por cofradías:
- Junta de Hermandades Pasionarias
  - La Cortesía (José Gómez Villa, 1994)
- Real Cofradía de Jesús -Nazareno-
  - María Salomé (José Gómez Villa, 1960)
  - Corazón nazareno (Antonio Jesús Hernández Alba, 2019)
- Cofradía de San Juan Evangelista
  - San Juan (Antonio León Piñera, f.siglo XIX)
- Cofradía de la Santa Verónica
  - La Verónica (Antonio León Piñera, f.siglo XIX)
  - La Ascensión de Jesús (Alonso Moreno García, 2016)
- Cofradía del Santísimo Cristo del Consuelo
  - Himno al Santo Cristo (Antonio León Piñera, 1909)
- Hermandad de Santa María Magdalena
  - ¡Que la Magdalena te guíe! (José Gómez Villa, 1998)
- Cofradía de la Oración del Huerto y el Santo Sepulcro
  - Los Dormis (Antonio León Gómez, 1943)
  - Ángel Triunfante (José Gómez Villa, 1972)
  - Dejad que los niños se acerquen a mí (José Gómez Villa, 1994)
  - El Traslado de la Cama (José Gómez Villa, 1996)
  - Diego y sus muchachos (José Gómez Villa, 1997)
  - La Vara (Antonio Salmerón Morote, 2015)
- Cofradía de San Pedro Apóstol
  - María de Cleofás (Juan Antonio Penalva Marín, 2015)
- Cofradía del Descendimiento de Cristo y Beso de Judas
  - La Aparición (José Gómez Villa, 1996)
- Real Cofradía de Ntra. Sra. de Gracía y Esperanza
  - Esperanza en al Resurrección (Antonio Camacho García, 2019)
- Cofradía del Stmo. Cristo del Perdón y la Stma. Virgen del Amor Hermoso
  - Virgen del Amor Hermoso (José Gómez Villa, 1998)